# Хан бај Маринберг
Хан бај Маринберг (њем. Hahn bei Marienberg) општина је у њемачкој савезној држави Рајна-Палатинат. Једно је од 192 општинска средишта округа Вестервалд. Према процјени из 2010. у општини је живјело 482 становника. Посједује регионалну шифру (AGS) 7143231.

## Географски и демографски подаци
Хан бај Маринберг се налази у савезној држави Рајна-Палатинат у округу Вестервалд. Општина се налази на надморској висини од 390 метара. Површина општине износи 2,2 km². У самом мјесту је, према процјени из 2010. године, живјело 482 становника. Просјечна густина становништва износи 219 становника/km².